# José de Diego
José de Diego (16 de abril de 1866 — 16 de julho de 1918) foi um estadista, jornalista, poeta, advogado e defensor pela independência de Porto Rico da Espanha e dos Estados Unidos, que foi referido pelos seus pares como "O pai do movimento da independência de Porto Rico".

## Primeiros anos
De Diego, (nome de nascimento: José de Diego y Martínez) nasceu em Aguadilla, Porto Rico; filho de Felipe de Diego Parajón, um oficial do exército espanhol, nascido em Astúrias, Espanha, e de Elisa Martínez Muñiz, natural de Porto Rico. De Diego recebeu sua educação primária na cidade de Mayagüez e, depois de terminar o ensino fundamental e ensino médio, foi à Espanha. Lá ele estudou e graduou-se na Universidade Politécnica de Logroño (Universidad Politécnica de Logroño). Enquanto na Espanha, De Diego colaborou com o jornal El Progresso, fundado pelo colega porto-riquenho José Julián Acosta, que atacou a situação política de Porto Rico; isto levou a várias prisões, que eventualmente o forçou a deixar a Madre Patria para retornar à ilha.

## Poesia
Em 1886, De Diego teve um caso de amor infeliz com Carmen Echavarría, que o levou a escrever um de seus poemas mais aclamados, "A Laura". Esse poema tornou-se muito popular entre os românticos da época. Ele ficou conhecido como o "pai" do "movimento da independência de Porto Rico". Entre seus livros de poesia mais notáveis são:
- Pomarrosas;
- Jovillos;
- Cantos de Rebeldía;
- Cantos del Pitirre.

## Legado
A memória de José de Diego foi homenageada em Porto Rico por terem observado sua data de nascimento como feriado oficial/nacional, bem como as escolas, avenidas e uma rodovia que leva seu nome. A praça na cidade de Aguadilla, a Plaza José de Diego, é nomeada em sua homenagem, e existem escolas em Chicago, Illinois, Brooklyn, Nova Iorque, Miami e Flórida que levam seu nome.